# Cliché

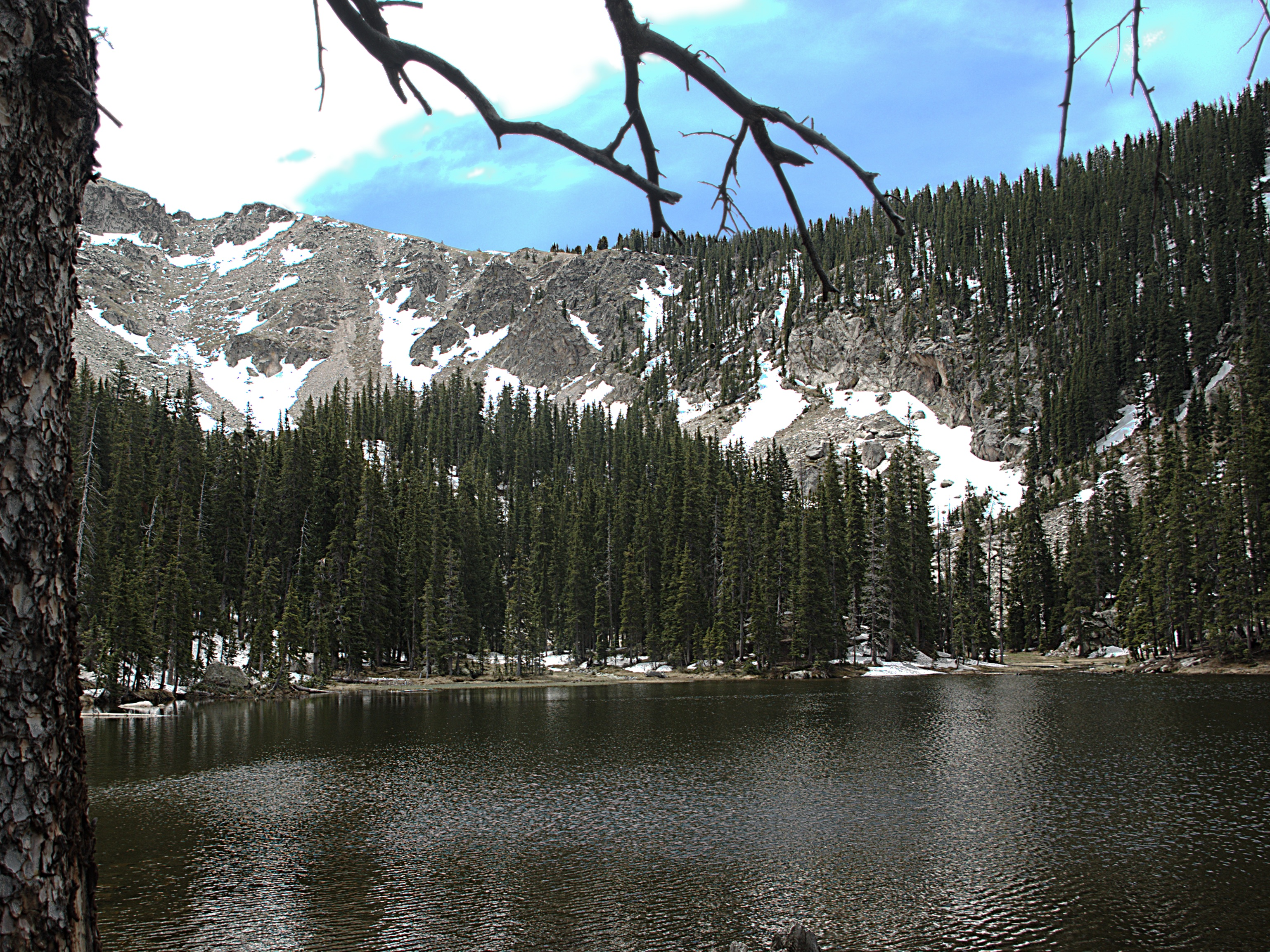
Lối mở màn quen thuộc trong phim ảnh: quay cảnh thiên nhiên với bầu trời và một vài cành cây ở phía trên

Cliché hay cliche (nghĩa đen: lời nói sáo rỗng, rập khuôn, sáo ngữ) là thuật ngữ chỉ một ý tưởng, lời nói, kịch bản hay một công thức rập khuôn, được dùng đi dùng lại trong sáng tạo nghệ thuật, khiến cho nó trở nên kinh điển hoặc thậm chí là nhàm chán.

## Từ nguyên
Đây là một từ mượn từ tiếng Pháp, dạng quá khứ bị động của clicher, có nghĩa là "nhấp vào" hay "click". Cliché xuất phát từ ngành in ấn và được công nhận vào năm 1825, khi đó nó là thuật ngữ của thợ in để chỉ các loại máy in, máy sao có công dụng rập khuôn hình ảnh hàng loạt. Nhiều ý kiến cho rằng cliché là từ tượng thanh, xuất phát tiếng rập của những chiếc máy này.